# Ellen Geer
Ellen Geer (Nova Iorque, 29 de agosto de 1941) é uma atriz, roteirista e realizadora de teatro e cinema estadunidense. 

## Biografia
É filha dos atores Herta Hare e Will Geer. Atualmente ela está casada com o músico Peter Alsop, foi casada com o ator Ed Flanders. Suas filhas são Megan, Willow e Ian Flanders.

## Cinema
- 1968 - Petulia...Nun
- 1969 - O Reivers ...Sally
- 1971 - Kotch ...Luz do Sol Doré
- 1971 - Harold e Maude...Sunshine
- 1978 - Over the Edge ...Sandra Willat
- 1982 - Bloody Birthday ...Madge
- 1983 - Heart Like a Wheel
- 1983 - Something Wicked This Way Comes ...Sra. Halloway
- 1985 - Creator...Sra. Spencer
- 1988 - Star Trek: The Next Generation ...Dra. Kila Marr
- 1992 - Patriot Games ...Rose
- 1994 - Clear and Present Danger ...Rose
- 1996 - Fenômeno (filme)...Bonnie
- 1997 - O Carteiro (filme) ...Pineview
- 1998 - The Odd Couple II ...Frances Unger Melnick
- 1998 - Lonely Hearts
- 2004 - Criminal (2004 filme) ...Avó
- 2006 - Charmed (1 episódio)
- 2007 - Nossa Casa... Rose

## Televisão
- 1979 - Charlie's Angels (telessérie de 1976)
- 1980 - Dallas ...Dra. Krane
- 2006 - Desperate Housewives (1 episódio)
- 2007 - Sobrenatural ...Sra Casey (1 episódio)